# Gennemkomponeret
Kendetegnende for et gennemkomponeret værk er dets udarbejdede melodi hvor stroferne er behandlet forskelligt efter digtets skiftende stemningsindhold. Modsætningen hertil er den strofiske vise hvor alle strofer har fået den samme musikalske iklædning.
- Ved kunstlieden eller korlieden betyder gennemkomponeret at musikken til stroferne ikke blot er en gentagelse, men at hver tekststrofe får sin egen udarbejdede musik.
- For operaen har gennemkomponerede former i modsætning til nummeroperaen et gennemgående musikalsk flow, som ikke afbrydes af talt dialog eller recitativ. Siden tiden omkring Wagners og den sene Verdis værker bruger man inden for operaen også betegnelserne gennemkomponeret symfonisk eller gennemkomponeret musikdramatisk storform. [2]

Noter
1. ↑  Musikkens lommeleksikon ved Børge Friis, 1961
2. ↑  De tyske udtryk er Durchkomponierte symphonische oder Durchkomponierte musikdramatische Großform.